# فيليب دبليو جاكسون
فيليب ويسلي جاكسون (2 ديسمبر 1928، في فينيلاند - 21 يوليو 2015، في شيكاغو) كان مربيًا أمريكيًا وكان أستاذًا فخريًا في جامعة شيكاغو. خلال حياته المهنية، شغل أيضًا منصب رئيس جمعية البحوث التربوية الأمريكية وجمعية جون ديوي. لقد صاغ عبارة "المنهج الخفي" في كتابه الصادر عام 1968 بعنوان "الحياة في الفصول الدراسية"، في قسم حول حاجة الطلاب إلى إتقان التوقعات المؤسسية للمدرسة.